# Don McDermott
Don McDermott   (Bronx, 7 de desembre de 1929 - 1 de novembre de 2020) va ser un patinador de velocitat estatunidenc, guanyador d'una medalla olímpica.
El 1952 va prendre part en els Jocs Olímpics d'Hivern d'Oslo, on disputà dues proves del programa de patinatge de velocitat. Guanyà la medalla de plata en la prova dels 500 metres, mentre en la dels 1.500 metres fou vint-i-vuitè. Quatre anys més tard, als Jocs de Cortina d'Ampezzo, tornà a disputar dues proves del programa de patinatge de velocitat. En ambdues, els 500 i 1.500 metres quedà en posicions força endarrerides. El 1960 fou l'abanderat estatunidenc en la cerimònia inaugural.
Entre ambdues edicions dels Jocs va lluitar a la Guerra de Corea. El 1976 va ser inclòs al National Speedskating Hall of Fame.